# Opisthoxia gloriosa
Opisthoxia gloriosa là một loài bướm đêm trong họ Geometridae.